# Milo (Oregon)
Milo (korábban Elk Creek majd Perdue) az Amerikai Egyesült Államok északnyugati részén, Oregon állam Douglas megyéjében, a Déli-Umpqua folyó mentén elhelyezkedő önkormányzat nélküli település.
Nevét a Maine állambeli Milóról, Cora E. Buker postavezető férjének (Amos O. Buker) szülővárosáról kapta. A település korábban a hivatal előző vezetője, John Perdue nevét viselte. Az egykor a mai Tiller mai helyén álló hivatal 1877-ben nyílt meg, Perdue-t pedig 1884. június 11-én nevezték ki az élére. A mai Milóba költöztetett posta vezetője Amos Buker lett; miután a szabályok ellenére népszámlálási biztos lett, elbocsátották. Mivel nem találták meg utódját, a hivatal bezárt.
Itt van az állam egyetlen acélszerkezetes fedett hídja, amely a korábban itt álló faépítményt váltotta ki. Az 1962-ben készült híd szerepel a történelmi helyek jegyzékében.

## Fordítás
- Ez a szócikk részben vagy egészben  a   Milo, Oregon című angol Wikipédia-szócikk ezen változatának fordításán alapul.  Az eredeti cikk szerkesztőit annak laptörténete sorolja fel. Ez a jelzés csupán a megfogalmazás eredetét és a szerzői jogokat jelzi, nem szolgál a cikkben szereplő információk forrásmegjelöléseként.